# Власов, Валентин Викторович
Валенти́н Ви́кторович Вла́сов (род. 22 ноября 1947, Новосибирск) — советский и российский биохимик, академик РАН с 2000 года, директор (1996—2017), научный руководитель (с 2017) Института химической биологии и фундаментальной медицины СО РАН (ранее Новосибирского института биоорганической химии), учредитель Центра новых медицинских технологий в Академгородке.

## Биография
В 1969 году окончил факультет естественных наук Новосибирского государственного университета. С 1969 по 1984 год — аспирант, младший, старший научный сотрудник, заведующий лабораторией Новосибирского института органической химии СО АН СССР
В 1972 году окончил аспирантуру при Новосибирском институте органической химии СО АН СССР, защитил кандидатскую диссертацию «Изучение макроструктуры тРНК1Вал по относительной реакционной способности её нуклеотидов в реакции алкилирования».
В 1982 году получил ученую степень доктора химических наук (диссертация «Структурно-функциональное исследование тРНК в системе биосинтеза белка»). В 1990 году получил ученое звание профессора.
С 1984 по 1996 год — заместитель директора НИБХ СО РАН. С 1996 года — заведующий кафедрой молекулярной биологии факультета естественных наук НГУ.
С 1996 по 2017 год — директор Новосибирского института биоорганической химии СО РАН, переименованного в 2003 году в Институт химической биологии и фундаментальной медицины СО РАН. В 2001 году основал Центр новых медицинских технологий в Академгородке на базе помещений, переданных от ЦКБ СО РАН Институту химической биологии и фундаментальной медицины СО РАН
С 2017 года — научный руководитель ИХБиФМ СО РАН.
Семья
Женат, сын Александр — химик, сотрудник биотехнологической компании Life Technologies в Остине, США. Брат Василий (род. 1953) — профессор НИУ ВШЭ, президент Общества специалистов доказательной медицины.

## Основные работы
Автор более 240 научных работ, в том числе двух монографий, по проблемам исследования нуклеиновых кислот и разработке новых видов биологически активных веществ..
- Аффинная модификация биополимеров. Новосиб., 1983 (соавт.);
- Affinity modification of biopolymers. Phil., 1989 (with D. G. Knorre);
- Design and targeted reactions of oligonucleotide derivatives. Phil., 1994 (with others).

## Награды
- Орден Александра Невского (17 ноября 2022 года) — за вклад в развитие науки и многолетнюю добросовестную работу[2]
- Орден Почёта (11 января 2008 года) — за большой вклад в становление и развитие академической науки в Сибири[3]
- Орден Дружбы (21 апреля 1998 года) — за заслуги перед государством, многолетний добросовестный труд и большой вклад в укрепление дружбы и сотрудничества между народами[4]
- Лауреат Государственной премии Российской Федерации в области науки и техники (29 сентября 1999 года) — за работу «Производные олигонуклеотидов — биологически активные вещества и инструменты исследования белково-нуклеиновых взаимодействий»[5][6] совместно с А. Г. Веньяминовой, Д. М. Грайфером, В. Ф. Зарытовой, Е. М. Ивановой, Г. Г. Карповой, Г. А. Невинским, Л. А. Якубовым
- Премия имени М. М. Шемякина (совместно с М. А. Зенковой, А. Г. Веньяминовой, за 2019 год) — за цикл работ «Фундаментальные основы конструирования „интеллектуальных“ терапевтических препаратов на основе нуклеиновых кислот» совместно с проф.